# شهرستان شبالینسکی
شهرستان شبالینسکی (به لاتین: Shebalinsky District) یک شهرستان در روسیه است که در جمهوری آلتای واقع شده‌است.